# Єжманиці-Здруй
Єжманиці-Здруй (пол. Jerzmanice-Zdrój) — село в Польщі, у гміні Злотория Злоторийського повіту Нижньосілезького воєводства. Населення — 770 осіб (2011).

## Демографія
Демографічна структура станом на 31 березня 2011 року:
|          | Загалом | Допрацездатний вік | Працездатний вік | Постпрацездатний вік |
| -------- | ------- | ------------------ | ---------------- | -------------------- |
| Чоловіки | 401     | 68                 | 303              | 30                   |
| Жінки    | 369     | 63                 | 223              | 83                   |
| Разом    | 770     | 131                | 526              | 113                  |